# Línea 101 (EMT Madrid)
La línea 101 de la EMT de Madrid une Canillejas con el Aeropuerto de Madrid-Barajas y el Casco histórico de Barajas.

## Características
La línea se creó el 23 de mayo de 1990. Une el intercambiador multimodal del nudo de Canillejas de la A-2 con el Aeropuerto de Madrid-Barajas y el casco histórico de Barajas pasando por el barrio de la Alameda de Osuna. Presta servicio dentro del aeropuerto tanto a las terminales de viajeros como a la terminal de carga y la zona industrial.
El recorrido dentro del barrio de la Alameda de Osuna (entre la Plaza del Mar y la cabecera en Canillejas) es muy diferente en cada sentido.

## Horarios
| Lunes a viernes laborables |                      |                      |                      |                      |                      |                      |                      |                      |                      |                      |                      |                      |                      |                      |                      |                      |                      |                      |                      |                      |                      |                      |                      |                      |                      |                      |                      |                      |                      |                      |                      |                      |                      |                      |                      |
| Canillejas > Barajas       | Canillejas > Barajas | Canillejas > Barajas | Canillejas > Barajas | Canillejas > Barajas | Canillejas > Barajas | Canillejas > Barajas | Canillejas > Barajas | Canillejas > Barajas | Canillejas > Barajas | Canillejas > Barajas | Canillejas > Barajas | Canillejas > Barajas | Canillejas > Barajas | Canillejas > Barajas | Canillejas > Barajas | Canillejas > Barajas | Canillejas > Barajas | Barajas > Canillejas | Barajas > Canillejas | Barajas > Canillejas | Barajas > Canillejas | Barajas > Canillejas | Barajas > Canillejas | Barajas > Canillejas | Barajas > Canillejas | Barajas > Canillejas | Barajas > Canillejas | Barajas > Canillejas | Barajas > Canillejas | Barajas > Canillejas | Barajas > Canillejas | Barajas > Canillejas | Barajas > Canillejas | Barajas > Canillejas | Barajas > Canillejas |
| 06                         | 07                   | 08                   | 09                   | 10                   | 11                   | 12                   | 13                   | 14                   | 15                   | 16                   | 17                   | 18                   | 19                   | 20                   | 21                   | 22                   | 23                   | 06                   | 07                   | 08                   | 09                   | 10                   | 11                   | 12                   | 13                   | 14                   | 15                   | 16                   | 17                   | 18                   | 19                   | 20                   | 21                   | 22                   | 23                   |
| 00 15 30 48                | 06 24 42             | 00 20 40             | 00 20 39 48          | 16 33 51             | 08 25 43             | 00 18 36 54          | 12 30 48             | 06 24 42             | 00 18 36 54          | 12 30 48             | 06 24 42             | 00 19 37 56          | 14 32 50             | 00 25 42             | 00 17 34 51          | 00 25 42             | 00 20 45             | 00 24 41 58          | 15 33 51             | 10 30 50             | 10 29 49             | 07 24 42 59          | 17 37 51             | 09 27 45             | 03 21 39 57          | 15 33 51             | 00 25 50             | 03 21 39 57          | 15 33 51             | 09 28 47             | 05 23 41 59          | 16 34 51             | 08 25 42             | 00 17 35 55          | 25                   |
| Sábados laborables         |                      |                      |                      |                      |                      |                      |                      |                      |                      |                      |                      |                      |                      |                      |                      |                      |                      |                      |                      |                      |                      |                      |                      |                      |                      |                      |                      |                      |                      |                      |                      |                      |                      |                      |                      |
| Canillejas > Barajas       | Canillejas > Barajas | Canillejas > Barajas | Canillejas > Barajas | Canillejas > Barajas | Canillejas > Barajas | Canillejas > Barajas | Canillejas > Barajas | Canillejas > Barajas | Canillejas > Barajas | Canillejas > Barajas | Canillejas > Barajas | Canillejas > Barajas | Canillejas > Barajas | Canillejas > Barajas | Canillejas > Barajas | Canillejas > Barajas | Canillejas > Barajas | Barajas > Canillejas | Barajas > Canillejas | Barajas > Canillejas | Barajas > Canillejas | Barajas > Canillejas | Barajas > Canillejas | Barajas > Canillejas | Barajas > Canillejas | Barajas > Canillejas | Barajas > Canillejas | Barajas > Canillejas | Barajas > Canillejas | Barajas > Canillejas | Barajas > Canillejas | Barajas > Canillejas | Barajas > Canillejas | Barajas > Canillejas | Barajas > Canillejas |
| 06                         | 07                   | 08                   | 09                   | 10                   | 11                   | 12                   | 13                   | 14                   | 15                   | 16                   | 17                   | 18                   | 19                   | 20                   | 21                   | 22                   | 23                   | 06                   | 07                   | 08                   | 09                   | 10                   | 11                   | 12                   | 13                   | 14                   | 15                   | 16                   | 17                   | 18                   | 19                   | 20                   | 21                   | 22                   | 23                   |
| 00 23 46                   | 09 32 55             | 20 45                | 10 35                | 00 25 50             | 15 40                | 05 30 55             | 20 45                | 10 35                | 00 25 50             | 15 40                | 05 30 55             | 20 45                | 10 35                | 00 25 50             | 15 40                | 05 30 55             | 20 45                | 00 23 46             | 09 32 55             | 20 45                | 10 35                | 00 25 50             | 15 40                | 05 30 55             | 20 45                | 10 35                | 00 25 50             | 15 40                | 05 30 55             | 20 45                | 10 35                | 00 25 50             | 15 40                | 05 30 55             | 25                   |
| Domingos y festivos        |                      |                      |                      |                      |                      |                      |                      |                      |                      |                      |                      |                      |                      |                      |                      |                      |                      |                      |                      |                      |                      |                      |                      |                      |                      |                      |                      |                      |                      |                      |                      |                      |                      |                      |                      |
| Canillejas > Barajas       | Canillejas > Barajas | Canillejas > Barajas | Canillejas > Barajas | Canillejas > Barajas | Canillejas > Barajas | Canillejas > Barajas | Canillejas > Barajas | Canillejas > Barajas | Canillejas > Barajas | Canillejas > Barajas | Canillejas > Barajas | Canillejas > Barajas | Canillejas > Barajas | Canillejas > Barajas | Canillejas > Barajas | Canillejas > Barajas | Canillejas > Barajas | Barajas > Canillejas | Barajas > Canillejas | Barajas > Canillejas | Barajas > Canillejas | Barajas > Canillejas | Barajas > Canillejas | Barajas > Canillejas | Barajas > Canillejas | Barajas > Canillejas | Barajas > Canillejas | Barajas > Canillejas | Barajas > Canillejas | Barajas > Canillejas | Barajas > Canillejas | Barajas > Canillejas | Barajas > Canillejas | Barajas > Canillejas | Barajas > Canillejas |
| 06                         | 07                   | 08                   | 09                   | 10                   | 11                   | 12                   | 13                   | 14                   | 15                   | 16                   | 17                   | 18                   | 19                   | 20                   | 21                   | 22                   | 23                   | 06                   | 07                   | 08                   | 09                   | 10                   | 11                   | 12                   | 13                   | 14                   | 15                   | 16                   | 17                   | 18                   | 19                   | 20                   | 21                   | 22                   | 23                   |
|                            | 30 55                | 20 45                | 10 35                | 00 25 50             | 15 40                | 05 30 55             | 20 45                | 10 35                | 00 25 50             | 15 40                | 05 30 55             | 20 45                | 10 35                | 00 25 50             | 15 40                | 05 30 55             | 20 45                |                      | 00 30 55             | 20 45                | 10 35                | 00 25 50             | 15 40                | 05 30 55             | 20 45                | 10 35                | 00 25 50             | 15 40                | 05 30 55             | 20 45                | 10 35                | 00 25 50             | 15 40                | 05 30 55             | 25                   |

## Recorrido y paradas

### Sentido Barajas
La línea inicia su recorrido en las dársenas situadas junto a la Glorieta de Canillejas. En esta zona tienen también su cabecera las líneas 140 y 151, existe correspondencia con la estación de Canillejas de Metro de Madrid y paran las líneas 77, 105, 114, 115, 165 y 200. Tienen además su cabecera en las dársenas las líneas interurbanas 211, 212, 213, 256, 827 y 828 además de tener parada de paso las líneas interurbanas que circulan por la A-2.
Desde este lugar, sale por la Avenida de Logroño, que recorre brevemente para girar a la derecha por la calle Jardines de Aranjuez, al final de la cual gira a la izquierda para incorporarse al Paseo de la Alameda de Osuna. La línea circula por este paseo hasta la intersección con la calle Carabela, donde gira a la derecha para circular por ésta hasta salir del barrio de la Alameda de Osuna cruzando un puente sobre la autovía M-14 (Avenida de la Hispanidad).
A partir de este punto, la línea tiene una parada en la entrada al barrio del Aeropuerto, seguida de otra junto a la terminal de carga y sendas paradas en la calzada de salidas de las terminales 1 y 2 de viajeros del Aeropuerto de Madrid-Barajas, saliendo del mismo por la zona industrial, con parada en la misma (carretera de Circunvalación).
Al final de la zona industrial del aeropuerto, la línea entra al casco histórico de Barajas por la calle Júpiter, que recorre entera así como su continuación, la calle Acuario, hasta llegar a la Plaza de los Hermanos Falcó y Álvarez de Toledo, donde tiene su cabecera.
| Código | Parada                               | Común con             | Conexiones con Metro | Otros     |
| ------ | ------------------------------------ | --------------------- | -------------------- | --------- |
| 5714   | CANILLEJAS (Área Intermodal)         |                       | Canillejas           |           |
| 2108   | Avenida de Logroño-Canillejas        | 105 151 165           |                      |           |
| 3535   | Jardines de Aranjuez                 | 105 151               |                      |           |
| 2978   | Parque del Capricho                  | 105 151               |                      |           |
| 2980   | Alameda de Osuna-Rambla              | 105 151               |                      |           |
| 2982   | Alameda de Osuna-Carabela            | 105 151               |                      |           |
| 3536   | Carabela-Balandro                    | 151                   |                      |           |
| 3121   | Galeón-Carabela                      | 114 166               |                      |           |
| 3537   | Centro de Carga Aérea                | 114                   |                      |           |
| 1985   | Avenida de la Hispanidad-Dique Sur   | 822 824               |                      |           |
| 3539   | Aeropuerto T1-Salidas                | 200 Exprés Aeropuerto |                      |           |
| 4853   | Aeropuerto T2-Salidas                | 200 Exprés Aeropuerto | Aeropuerto T1-T2-T3  | Línea 824 |
| 3546   | Zodiaco                              |                       |                      |           |
| 3548   | Acuario                              |                       |                      |           |
| 1319   | BARAJAS (Plaza Mayor de Barajas, 14) | 105 115               |                      |           |

### Sentido Canillejas
El recorrido de vuelta es igual al de ida pero en sentido contrario con algunas excepciones:
- Tiene parada frente a la terminal 3 de viajeros del Aeropuerto de Madrid-Barajas, parada que no hace de ida.
- Dentro del barrio Alameda de Osuna, circula por la Avenida de la Hispanidad, Plaza del Mar y la vía de servicio de la A-2 en vez de hacerlo por el Paseo de la Alameda de Osuna y la calle Carabela.

| Código | Parada                               | Común con                 | Conexiones con Metro | Otros |
| ------ | ------------------------------------ | ------------------------- | -------------------- | ----- |
| 1319   | BARAJAS (Plaza Mayor de Barajas, 14) | 105 115                   |                      |       |
| 3549   | Acuario                              |                           |                      |       |
| 3547   | Zodiaco                              |                           |                      |       |
| 4707   | Aeropuerto T3                        | 200                       |                      |       |
| 3542   | Aeropuerto T2-Llegadas               | 200 Exprés Aeropuerto 824 | Aeropuerto T1-T2-T3  |       |
| 5195   | Aeropuerto T1-Llegadas               | 200                       |                      |       |
| 3868   | Avenida de la Hispanidad-Dique Sur   | 822 824                   |                      |       |
| 5665   | Centro de Carga Aérea                |                           |                      |       |
| 1301   | Plaza del Mar                        | 112 115 151               |                      |       |
| 1299   | Nudo Eisenhower                      | 115 151                   |                      |       |
| 1297   | Avenida de América-Ciudad Pegaso     | 114 115 151               |                      |       |
| 1295   | Avenida de América-Instituto Barajas | 114 115 151               |                      |       |
| 1293   | Canillejas                           | 105 114 115 151 200       |                      |       |
| 5714   | CANILLEJAS (Área Intermodal)         |                           | Canillejas           |       |